# Chauffourt
Chauffourt és un municipi francès situat al departament de l'Alt Marne i a la regió del Gran Est. L'any 2007 tenia 211 habitants.

## Demografia

### Població
El 2007 la població de fet de Chauffourt era de 211 persones. Hi havia 84 famílies de les quals 20 eren unipersonals (4 homes vivint sols i 16 dones vivint soles), 36 parelles sense fills i 28 parelles amb fills.
La població ha evolucionat segons el següent gràfic:
Habitants censats

### Habitatges
El 2007 hi havia 114 habitatges, 85 eren l'habitatge principal de la família, 12 eren segones residències i 17 estaven desocupats. Tots els 114 habitatges eren cases. Dels 85 habitatges principals, 77 estaven ocupats pels seus propietaris, 3 estaven llogats i ocupats pels llogaters i 5 estaven cedits a títol gratuït; 5 tenien dues cambres, 13 en tenien tres, 15 en tenien quatre i 52 en tenien cinc o més. 71 habitatges disposaven pel capbaix d'una plaça de pàrquing. A 37 habitatges hi havia un automòbil i a 40 n'hi havia dos o més.

### Piràmide de població
La piràmide de població per edats i sexe el 2009 era:
| Homes | Edats   | Dones |
| ----- | ------- | ----- |
| 0     | 95 o +  | 0     |
| 0     | 90 a 94 | 4     |
| 4     | 85 a 89 | 0     |
| 0     | 80 a 84 | 4     |
| 12    | 75 a 79 | 8     |
| 4     | 70 a 74 | 12    |
| 4     | 65 a 69 | 8     |
| 4     | 60 a 64 | 4     |
| 4     | 55 a 59 | 0     |
| 16    | 50 a 54 | 4     |
| 4     | 45 a 49 | 8     |
| 8     | 40 a 44 | 4     |
| 0     | 35 a 39 | 8     |
| 8     | 30 a 34 | 4     |
| 8     | 25 a 29 | 4     |
| 4     | 20 a 24 | 8     |
| 4     | 15 a 19 | 20    |
| 8     | 10 a 14 | 4     |
| 4     | 5 a 9   | 4     |
| 0     | 0 a 4   | 4     |

## Economia
El 2007 la població en edat de treballar era de 128 persones, 94 eren actives i 34 eren inactives. De les 94 persones actives 88 estaven ocupades (52 homes i 36 dones) i 6 estaven aturades (1 home i 5 dones). De les 34 persones inactives 14 estaven jubilades, 9 estaven estudiant i 11 estaven classificades com a «altres inactius».

### Ingressos
El 2009 a Chauffourt hi havia 90 unitats fiscals que integraven 224 persones, la mediana anual d'ingressos fiscals per persona era de 16.835 €.

### Activitats econòmiques
L'únic establiment que hi havia el 2007 era d'una empresa de serveis.
L'any 2000 a Chauffourt hi havia 4 explotacions agrícoles.

## Equipaments sanitaris i escolars
El 2009 hi havia una escola elemental integrada dins d'un grup escolar amb les comunes properes formant una escola dispersa.

## Poblacions més properes
El següent diagrama mostra les poblacions més properes.